# Mohs-chirurgie
Mohs micrografische chirurgie of Mohs-chirurgie is een chirurgische techniek voor het verwijderen van huidkanker, vooral basocellulair carcinoom, waarbij direct alle snijvlakken worden gecontroleerd. Zodoende kan gegarandeerd worden dat de laesie volledig is verwijderd. Als de afwijking niet geheel is verwijderd, kan de excisie op dat deel van de wondrand worden gericht, waar afwijkingen zijn achtergebleven. De techniek is weefselsparend. Omdat de afwijking zeker is verwijderd kunnen ook grote defecten zonder het risico dat er nog een operatie moet worden uitgevoerd. De techniek is naar dokter FE Mohs genoemd, die de techniek heeft ontwikkeld.

## Techniek
De afwijking wordt schotelvormig uitgesneden. Direct na excisie wordt het gehele snijvlak van het verwijderde weefsel minutieus onder de microscoop onderzocht om doelgericht een aanvullende resectie te kunnen doen. Dit voorkomt het onnodig verwijderen van gezond weefsel. Mohs-chirurgie wordt uitgevoerd volgens een duidelijk omschreven protocol waarbij de preparaatranden worden gekleurd. De behandeling vereist intensieve samenwerking tussen een dermatoloog en een patholoog, en de hele ingreep kan daarom soms uren duren. Het is daarom een relatief kostbare behandeling. In voorkomende gevallen wordt ook een plastisch chirurg ingeschakeld voor de reconstructie. Daarom wordt deze behandeling slechts in enkele gespecialiseerde klinieken uitgevoerd, tot nog toe alleen door specifiek hiervoor opgeleide dermatologen. 

## Behandeling
- Bij gewone excisies wordt een ellips uitgesneden die overal even dik is, de volledige dikte van de huid. Bij histologisch onderzoek worden enkele plakjes weefsel gecontroleerd. Als een tumor met uitlopers groeit kan dat dus worden gemist.
- Bij de microscopische beoordeling worden vriescoupes gebruikt, maar niet alle huidtumoren zijn op deze manier goed onder een microscoop te herkennen. Daarom is de techniek vooral voor basalecelcarcinoom geschikt, maar niet geschikt voor melanoom. Bij plaveiselcelcarcinoom en atypisch fibroxanthoom kan de beoordeling moeilijk zijn.
- De behandeling wordt door verschillende ziekenhuizen in Nederland uitgevoerd.